# Bilal Bafdili
Bilal Bafdili (3 augustus 2004) is een Belgisch voetballer die onder contract ligt bij KV Mechelen.

## Clubcarrière
Bafdili zette zijn eerste voetbalstappen in het zaalvoetbal, maar koos uiteindelijk voor het veldvoetbal. Via onder andere AFC Tubize, Waasland-Beveren en Standard Luik vervoegde hij in 2020 de jeugdopleiding van KV Mechelen. In januari 2023 ondertekende hij zijn eerste profcontract bij de club. Bafdili was op dat moment al een vaste waarde bij Jong KV Mechelen, het beloftenelftal van de club in de Tweede afdeling. Tijdens de WK-break was hij dan ook een van de zes beloftenspelers die met de eerste ploeg mee op stage naar Spanje mochten.
Op 28 januari 2023 maakte Bafdili zijn officiële debuut in het eerste elftal van de club: in de competitiewedstrijd tegen KVC Westerlo (2-0-verlies) liet trainer Steven Defour hem in de 76e minuut invallen voor Jannes Van Hecke. Op de slotspeeldag van de reguliere competitie liet Defour hem ook vijf minuten voor tijd invallen tegen RSC Anderlecht. Bafdili sloot het seizoen 2022/23 af met twee invalbeurten in de Jupiler League en 22 basisplaatsen in de Tweede afdeling, waarin hij elfmaal scoorde.
Op 5 november 2023 kreeg hij van interim-trainer Frederik Vanderbiest zijn eerste basisplaats in de Jupiler Pro League, uitgerekend tegen zijn ex-club Standard. Bafdili had op dat moment net twee wedstrijden op rij tweemaal gescoord voor Jong KV Mechelen, waardoor de ploeg van trainer Pieter-Jan Monteyne op 28 oktober 2023 de eerste periodetitel pakte in de Tweede afdeling VV B.

## Clubstatistieken
| Seizoen         | Club             | Land            | Competitie      | Competitie | Competitie | Beker | Beker | Supercup | Supercup | Europees | Europees | Totaal | Totaal |
| Seizoen         | Club             | Land            | Competitie      | Wed.       | Dlp.       | Wed.  | Dlp.  | Wed.     | Dlp.     | Wed.     | Dlp.     | Wed.   | Dlp.   |
| --------------- | ---------------- | --------------- | --------------- | ---------- | ---------- | ----- | ----- | -------- | -------- | -------- | -------- | ------ | ------ |
| 2022/23         | Jong KV Mechelen | Vlag van België | Tweede afdeling | 22         | 11         | —     | —     | —        | —        | —        | —        | 22     | 11     |
| 2022/23         | KV Mechelen      | Vlag van België | Eerste klasse A | 2          | 0          | 0     | 0     | —        | —        | —        | —        | 2      | 0      |
| 2023/24         | KV Mechelen      | Vlag van België | Eerste klasse A | 19         | 3          | 1     | 0     | 0        | 0        | —        | —        | 20     | 3      |
| 2023/24         | Jong KV Mechelen | Vlag van België | Tweede afdeling | 5          | 4          | —     | —     | —        | —        | —        | —        | 5      | 4      |
| 2024/25         | KV Mechelen      | Vlag van België | Eerste klasse A | 32         | 2          | 2     | 2     | —        | —        | —        | —        | 34     | 4      |
| 2025/26         | KV Mechelen      | Vlag van België | Eerste klasse A | 4          | 1          | 0     | 0     | —        | —        | —        | —        | 4      | 1      |
| Carrière totaal | Carrière totaal  | Carrière totaal | Carrière totaal | 84         | 21         | 3     | 2     | 0        | 0        | 0        | 0        | 87     | 23     |

Bijgewerkt op 16 augustus 2025.

## Privé
- Bafdili is een neef van Zaïd en Dalil Bafdili, die uitkomen voor respectievelijk Jong Genk en Union Sint-Gillis U23.[1]

1 De Wolf ·
2 Halhal ·
3 Marsà ·
4 Diouf ·
5 Teague ·
8 Konaté ·
14 Raman ·
15 Van Ingelgom ·
16 Schoofs ·
17 Belghali ·
19 Mrabti ·
20 Lauberbach ·
22 Mirás ·
23 Zekri ·
26 Makanza ·
27 Vanrafelghem ·
30 Baert ·
31 Willockx ·
33 Hammar ·
34 St. Jago ·
35 Bafdili ·
36 Yeboah ·
38 Antonio ·
40 Ouahabi ·
77 Pflücke ·
Coach: Vanderbiest
Assistent-coach: Van Handenhoven